# Hinojosas de Calatrava
Hinojosas de Calatrava ist ein Dorf und eine spanische Gemeinde (municipio) mit 508 Einwohnern (Stand: 2024) im Südosten der historischen Landschaft La Mancha in der Provinz Ciudad Real in der Region Kastilien-La Mancha in Zentralspanien. 

## Lage und Klima
Hinojosas de Calatrava liegt etwa 42 Kilometer südsüdwestlich von Ciudad Real in einer Höhe von ca. 765 m. Der Stausee Embalse de Montoro erstreckt sich als Embalse de Tablillas in das Gemeindegebiet. Das Klima ist meist trocken und warm; der spärliche Regen (ca. 602 mm/Jahr) fällt überwiegend in den Wintermonaten.

## Bevölkerungsentwicklung
| Jahr      | 1970 | 1981 | 1991 | 2001 | 2011 | 2021 |
| Einwohner | 1859 | 1179 | 923  | 711  | 537  | 497  |

Infolge der Mechanisierung der Landwirtschaft, der Aufgabe bäuerlicher Kleinbetriebe („Höfesterben“) und der dadurch ausgelösten „Landflucht“ ist die Einwohnerzahl des Dorfes in der zweiten Hälfte des 20. Jahrhunderts deutlich gesunken.

## Sehenswürdigkeiten

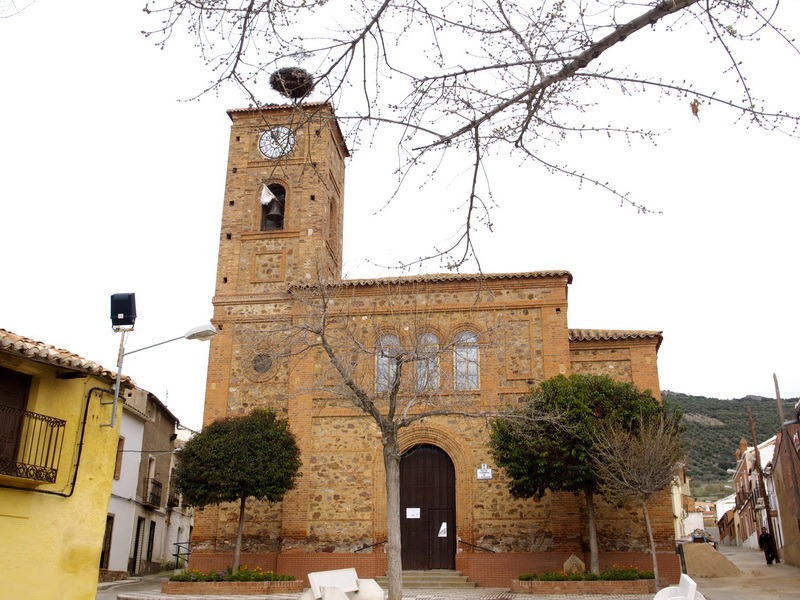
Bernhardskirche

- Bernhardskirche